# Hervormde kerk (Rhenoy)
De Hervormde kerk in het Nederlandse dorp Rhenoy, provincie Gelderland, is een in oorsprong 14e-/15e-eeuws kerkgebouw. De kerk wordt gebruikt door de Protestantse Gemeente Rhenoy-Gellicum.

## Geschiedenis
De kerk zou oorspronkelijk hebben toebehoord aan de nabij gelegen abdij Marienweerd, die beschikte over de patronaatsrechten voor Rhenoy. In 1395 duikt de kerk op in de rekeningen van de Utrechtse dom.
Na de reformatie werden de kerken van Rhenoy en Gellicum aanvankelijk samengevoegd. Tussen 1631 en 1642 was Rhenoy verbonden met de kerk van Beesd, om daarna weer verder te gaan met Gellicum. De patronaatsrechten waren na het opheffen van de abdij van Marienweerd in de 16e eeuw overgegaan op de abdij van Postel, maar waren na de reformatie terechtgekomen bij het Kwartier van Nijmegen dat de rechten in 1668 verkocht aan de heren van Gellicum.
In 1836 werd de middeleeuwse kerk voor het grootste deel vervangen door nieuwbouw.

## Beschrijving
De bakstenen, witgepleisterde kerk heeft een eenbeukig schip dat aan de oostzijde wordt afgesloten met drie zijden.
Het oudste deel van de kerk betreft de twee steunberen tegen de westgevel. Deze dateren uit de 14e eeuw en zijn mogelijk de restanten van een toren. De westgevel met aansluitende muurdelen van 3,5 meter lang, zijn de resten van de 15e-eeuwse kerk. Op dit gedeelte rust de met leisteen bedekte houten daktoren.
Het grootste deel van het kerkgebouw is in 1836 nieuw opgetrokken.
Het interieur heeft enkele 17e-eeuwse onderdelen, zoals de preekstoel, het koperen doopbekken, het eikenhouten doophek en de koperen kroonluchter. Bij de preekstoel liggen twee grafzerken uit 1562 en 1556: deze lagen oorspronkelijk op het kerkhof, maar zijn kort na de Tweede Wereldoorlog in de kerk geplaatst.
In het torentje bevindt zich een mechanisch torenuurwerk van J. van de Kerkhof. De kerkklok is na de Tweede Wereldoorlog gegoten ter vervanging van een ouder exemplaar dat in 1870 van de gemeente Culemborg was aangekocht. Met Culemborg was overeengekomen dat zij de uit 1655 daterende klok weer konden terug krijgen in ruil voor een nieuwe klok. 
Het orgel is in 1884 gebouwd door R. Ibach.